# 勒拿河大屠殺
勒拿河大屠殺（俄语：Ленский расстрел）是發生在1912年4月17日（儒略曆4月4日）發生在俄罗斯西伯利亞東北部勒拿河附近，沙俄軍隊開槍鎮壓罷工金礦工人的事件。有人認為，弗拉基米爾·烏里揚諾夫的化名—即列寧—指的是勒拿河，以紀念此事，但早在1904年列寧這個名字已經出現在致當時黨中央委員會書記的信函中。亚历山大·克伦斯基因发表了关于此次事件的报告而知名。